# Gornje Mrzlo Polje Mrežničko
 Gornje Mrzlo Polje Mrežničko  falu Horvátországban, Károlyváros megyében. Közigazgatásilag Duga Resához tartozik.

## Fekvése
Károlyvárostól 5 km-re délnyugatra, községközpontjától 2 km-re északra, a Mrežnica bal partján  fekszik.

## Története
A településnek 1857-ben 227, 1910-ben 768 lakosa volt. A trianoni békeszerződésig Zágráb vármegye Károlyvárosi járásához tartozott. 2011-ben 617 lakosa volt.

## Lakosság
| Lakosság változása | Lakosság változása | Lakosság változása | Lakosság változása | Lakosság változása | Lakosság változása | Lakosság változása | Lakosság változása | Lakosság változása | Lakosság változása | Lakosság változása | Lakosság változása | Lakosság változása | Lakosság változása | Lakosság változása | Lakosság változása |
| ------------------ | ------------------ | ------------------ | ------------------ | ------------------ | ------------------ | ------------------ | ------------------ | ------------------ | ------------------ | ------------------ | ------------------ | ------------------ | ------------------ | ------------------ | ------------------ |
| 1857               | 1869               | 1880               | 1890               | 1900               | 1910               | 1921               | 1931               | 1948               | 1953               | 1961               | 1971               | 1981               | 1991               | 2001               | 2011               |
| 227                | 244                | 273                | 311                | 311                | 768                | 726                | 988                | 1030               | 579                | 763                | 1138               | 637                | 702                | 651                | 617                |

## Nevezetességei
A falu arról nevezetes, hogy az ország leghosszabb nevű települése.